# کارل هایتزمن
کارل هایتزمن (انگلیسی: Carl Heitzmann; ۲ اکتبر ۱۸۳۶ – ۶ دسامبر ۱۸۹۶) پزشک، و آسیب‌شناس اهل کرواسی بود.